# Roche Bernaude
La roche Bernaude, Rocca Bernauda en italien, est un sommet des Alpes culminant à 3 222 ou 3 226 ou 3 228 m d'altitude. C’est le point le plus occidental de l'Italie depuis la cession à la France de la vallée Étroite au traité de Paris de 1947.
Elle est située à l’est du mont Thabor dans les Alpes cottiennes (au sens large) près de Bardonèche entre le val de Suse, le Briançonnais et la Maurienne. Elle est composée surtout dans sa partie supérieure de quartz et de gneiss.